# Morgan Rewind: A Tribute to Lee Morgan Vol. 1
| Recensione                | Giudizio |
| ------------------------- | -------- |
| Jazzreview                |          |
| All About Jazz (1)        |          |
| All About Jazz (2)        |          |
| All About Jazz (3)        |          |
| Concerto                  |          |
| Orkester Journalen        |          |
| Suono                     |          |
| New York City Jazz Record | /        |

Morgan Rewind: A Tribute To Lee Morgan, Vol. 1 è il terzo album in studio registrato negli Stati Uniti da Roberto Magris per la casa discografica JMood di Kansas City ed è stato pubblicato nel 2011. È il primo volume dell’omaggio al trombettista Lee Morgan, dedicato alla rivisitazione della sua musica, con una formazione che comprende anche il batterista Albert Heath, amico d’infanzia di Lee Morgan. L’ultima traccia del disco è un’intervista del produttore Paul Collins con Albert Heath dove vengono narrate le vicende musicali di Filadelfia vissute assieme a Lee Morgan. 

## Tracce
1. Croquet Ballet – 5:32 (Billy Harper)
2. Party Time – 8:29 (Lee Morgan)
3. Desert Moonlight – 5:28 (Lee Morgan)
4. Lee-Too – 5:56 (Roberto Magris)
5. Ceora – 6:41 (Lee Morgan)
6. Hocus Pocus – 6:55 (Lee Morgan)
7. Eclipso – 6:12 ([Lee Morgan)
8. Mr. Kenyatta – 6:04 (Lee Morgan)
9. Lee Morganized – 8:21 (Roberto Magris)
10. Audio Liner Notes – 12:03

## Musicisti
- Brandon Lee – tromba
- Logan Richardson – sassofono contralto
- Roberto Magris – pianoforte
- Elisa Pruett – contrabbasso
- Albert Heath – batteria